# Pelluhue
Pelluhue è un comune del Cile centrale, che si trova nella Provincia di Cauquenes, Regione del Maule.
Il comune a una superficie di 371 km² e conta 6 620 abitanti. Mentre Pelluhue è la frazione più popolosa del comune, il capoluogo comunale è la località di Curanipe. Pelluhue e Curanipe sono tra le località di villeggiatura più popolare della Regione del Maule.
Alle ore 03:34 (locale) del 27 febbraio 2010, un terremoto di 8,8 gradi della scala Richter ha interessato una vasta zona del Centro-Sud del Cile. Pelluhue e Curanipe, luoghi vicino all'epicentro del terremoto, sono stati parzialmente distrutti dal terremoto e poi inghiottiti dal maremoto che seguì il sisma.